# Fioretti

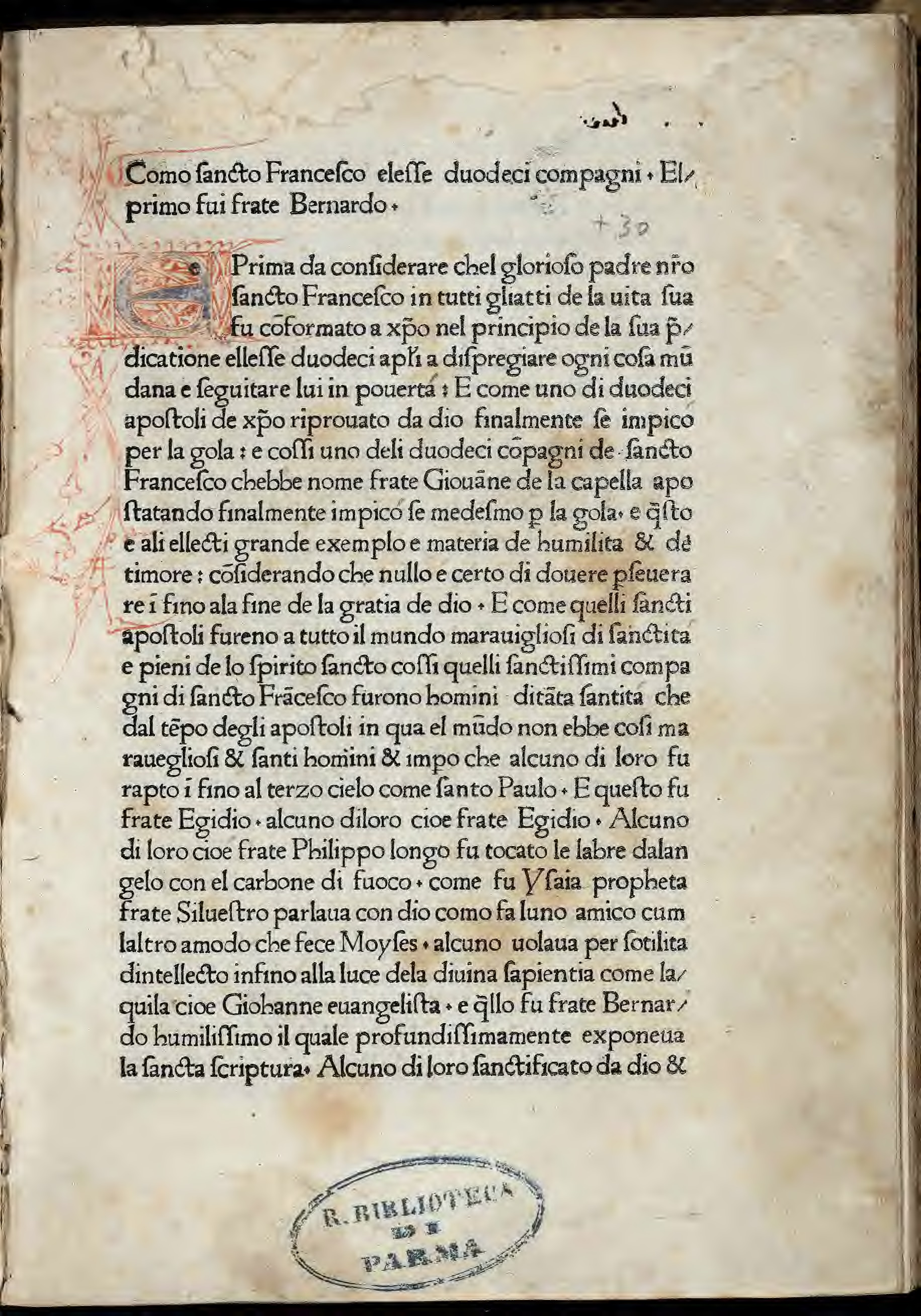
Fioretti in einem Inkunabeldruck (vor 1480)

Die Fioretti di San Francesco oder Blümlein des Hl. Franziskus sind ein in 53 kurze Kapitel eingeteiltes Florilegium über das Leben des Franz von Assisi. Der anonyme italienische Text des späten 14. Jahrhunderts, geschrieben vermutlich von einem toskanischen Autor, ist eine Version der lateinischen Actus beati Francisci et sociorum eius, deren ältestes erhaltenes Manuskript von 1390 stammt. Der franziskanische Historiker Lukas Wadding (17. Jh.) schreibt den Text Fra Ugolino da Santa Maria zu, dessen Name dreimal in den Actus vorkommt.
Da sie lange nach dem Tod des Franz von Assisi entstanden sind, gelten die Fioretti im Allgemeinen nicht als wichtige Quelle für sein Leben, sind aber die beliebteste Legendensammlung für ein breites Publikum geworden. Vor allem im 19. und 20. Jahrhundert waren die Fioretti als Andachtsbuch weit verbreitet und haben mit ihrem süßlichen, innerlichen und romantisch verklärten Stil das Bild des Franziskus in der Bevölkerung, aber etwa auch Felix Timmermans Franziskusroman (1932) und Roberto Rossellinis Film „Franziskus, der Gaukler Gottes“ (1950) stark geprägt.

## Deutschsprachige Ausgaben (Auswahl)
- Die Blüthen des heiligen Franziskus von Assisi. Aus dem Italienischen übersetzt und mit Anmerkungen versehen von Dr. Pius Heinrizi. Manz, Regensburg 1870 (Digitalisat bei Google Books).
- Die Blümlein des heiligen Franziskus von Assisi. Aus dem Italienischen nach der Ausgabe der Topografia Metastasio, Assisi 1901, von Rudolf G. Binding. Mit Initialen von Carl Weidemeyer. Insel, Frankfurt 1973, ISBN 3-458-01748-8 (7. Auflage 1994).
- Fioretti di San Francesco. Blümlein vom Heiligen Franziskus. Zweisprachige Ausgabe. Übersetzung und Nachwort von Burgel Birnbacher. Illustrationen von Frieda Wiegand. dtv, München 1984, ISBN 3-423-09207-6.
- Franz von Assisi: Fioretti. Gebete • Ordensregeln • Testament • Briefe. Übersetzt von Wolfram von den Steinen und Max Kirschstein. Mit einem Essay von Wolfram von den Steinen. Diogenes, Zürich 1992, ISBN 3-257-20641-0 (Neuausgabe 2013, ISBN 978-3-257-20641-8).
- Die Fioretti. Legenden über Franziskus und seine Gefährten. Herausgegeben von Johannes Schneider. Butzon & Bercker / Edition Coelde, Kevelaer 2002, ISBN 978-3-7666-2080-4.